# Koutermolen (Kortemark)
De Koutermolen is een windmolen in de West-Vlaamse plaats Kortemark, gelegen aan Koutermolenstraat 4A.
De molen van het type standerdmolen fungeerde als korenmolen en soms ook als oliemolen.

## Geschiedenis
Een molen op deze plaats werd voor het eerst vermeld in 1438, maar al in 1281 zou er een banmolen geweest kunnen zijn. In de Franse tijd werd de molen verkocht aan een particulier. Vermoedelijk was er ook een rosmolen aanwezig, om te kunnen malen bij windstil weer.
Oorspronkelijk een open standerdmolen, werd in 1875 een rond gemetseld torenkot aangebracht waarin de oliemolen zijn plaats vond. Tijdens de Eerste Wereldoorlog werd door de Duitsers een telefooncentrale in de molen ingericht, terwijl tot 1917 haver werd gemalen voor de paarden van het Duitse leger. Daarna sloopten zij het houtwerk om het als brandhout te gebruiken. De molen bleek echter weer te herstellen. In 1921 werd ook een benzinemotor aangeschaft, maar ook de molen bleef in werking tot 1956, waarna men geheel op machinekracht overging. Daartoe werd een dieselmotor aangeschaft. De maalderij legde zich voortaan geheel toe op de productie van veevoer. Ondertussen was de molen in 1944 beschermd als monument. In 2017 werd de molen aangekocht door de gemeente Kortemark.

## Gebouw
Op een rond torenkot van 1875 bevindt zich de houten molenkast. De staak ligt ver uit het midden, wat zou wijzen op de oorspronkelijke aanwezigheid van één steenkoppel. Aangezien er in de 17e of 18e eeuw een tweede koppel bij kwam, zou dit wijzen op een hoge ouderdom van bepaalde onderdelen.
- Inventaris van het Bouwkundig Erfgoed (Vlaanderen): 91016